# ロレンツォ・ダ・ポンテ

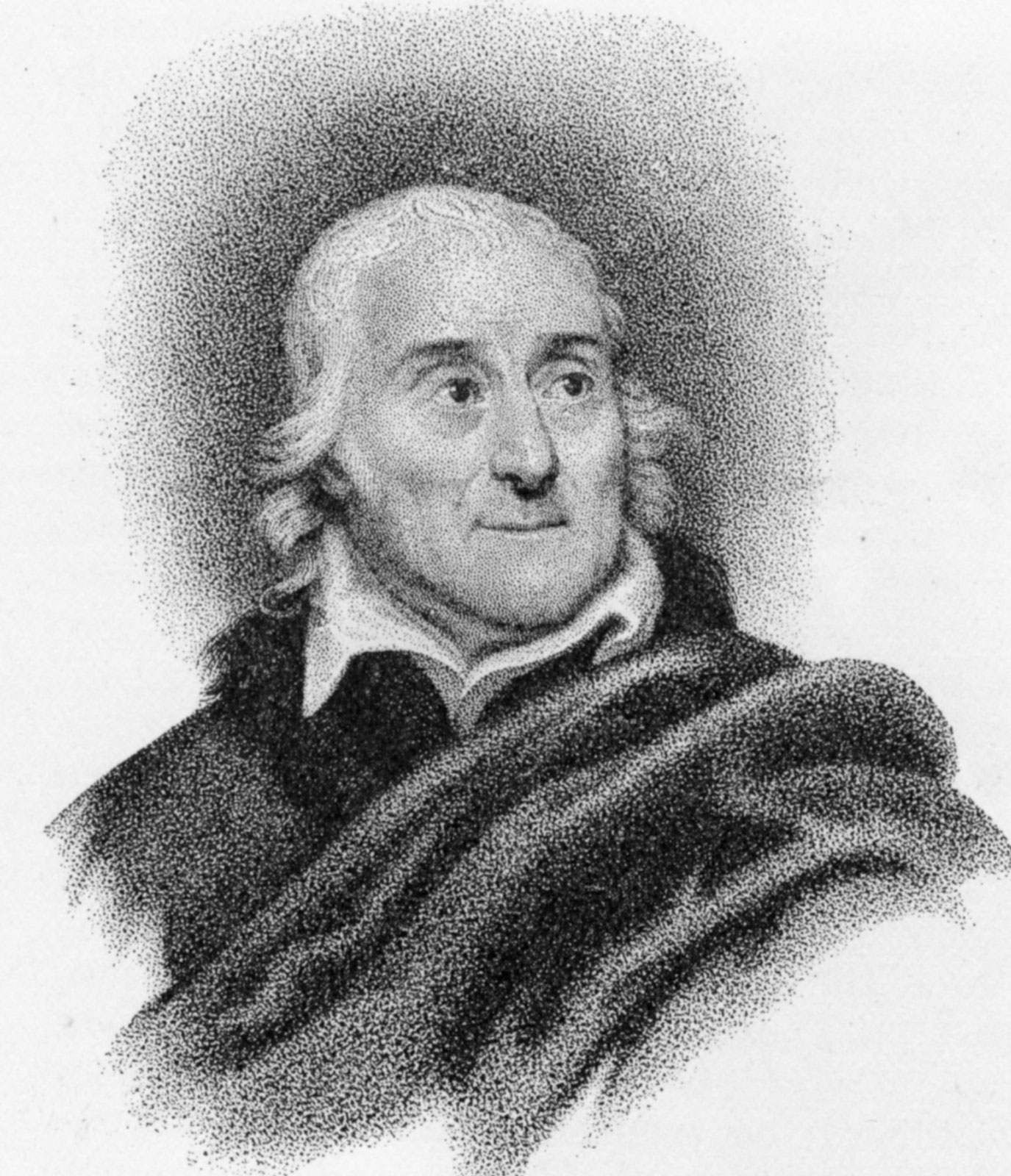

ロレンツォ・ダ・ポンテ（Lorenzo Da Ponte, 1749年3月10日 - 1838年8月17日）は、イタリアの詩人で台本作家。モーツァルトの3つのオペラの台本を書いたことで知られている。

## 生涯
ダ・ポンテはヴェネト地方のチェネダでユダヤ人の家系に生まれた。元の名前はエマヌエーレ・コネリアーノ（Emanuele Conegliano）であった。
1763年に一家はキリスト教に改宗して、洗礼を行った司教ロレンツォ・ダ・ポンテの姓を名乗り、エマヌエーレの名前をロレンツォとした。ダ・ポンテはのちに聖職に就き、ヴェネツィアで暮らした。しかし、放蕩生活を送ったために1779年にヴェネツィアから追放された。ウィーンに移住したダ・ポンテは、アントニオ・サリエリの口利きによって台本作家としての能力を認められ、ヨーゼフ2世の宮廷で詩人としての職を得た。何年もの間、オペラのイタリア語台本を作成する仕事を続け、さまざまな音楽家に膨大な数の台本を提供して成功を収めた。1785年にはダ・ポンテの台本にサリエリとモーツァルトらが曲をつけた「オフェーリアの健康回復に寄せて」が作られている。
モーツァルトとの共同作業で代表作となる3つのオペラを作ったのは次の年である。1786年『フィガロの結婚』（原作ボーマルシェ）、1787年『ドン・ジョヴァンニ』（台本にはジャコモ・カサノヴァも協力した）、1790年『コジ・ファン・トゥッテ』。
1790年にヨーゼフ2世が死ぬと、宮廷の中で不興を買い、1791年にウィーンを去らなければならなくなった。人気を失ったダ・ポンテは、1792年から1805年までロンドンで過ごした。そののちアメリカに渡り、フィラデルフィアを経てニューヨークに落ち着いた。コロンビア大学の最初のイタリア文学教授に就任し、イタリア語およびイタリア文学の教育に献身し、さらに最初のオペラ劇場を設立しようと努力したが、不首尾に終わった。1823年から1827年まで4巻の『回想録』を出版し、1829年から1830年には決定稿が作成された。また、詩人としての才能を攻撃する中傷文書『反ダ・ポンテ』も出版された。1829年の「ドン・ジョヴァンニ」アメリカ初演には、80歳の高齢にもかかわらず出席している。

## 題材にした作品
ドン・ジョヴァンニ 天才劇作家とモーツァルトの出会い（原題：Io, Don Giovanni）
2009年イタリア・スペイン合作映画（監督：カルロス・サウラ、主演：ロレンツォ・バルドゥッチ）
ダ・ポンテのキリスト教への改宗から『ドン・ジョヴァンニ』の完成までを、主に『ドン・ジョヴァンニ』の制作過程を中心に描いている。
音楽劇『逃げろ！』〜モーツァルトの台本作者 ロレンツォ・ダ・ポンテ〜
2022年の日本の舞台（上演台本・演出：鈴木勝秀、主演：橋本良亮）
ダ・ポンテの奇想天外な“逃げる”人生を、モーツァルトのオペラをロックテイストにアレンジした楽曲に乗せて描くオリジナル音楽劇。
音楽劇「ダ・ポンテ 〜モーツァルトの影に隠れたもう一人の天才〜」
2022年の日本の舞台（作：大島里美、演出：青木豪、主演：海宝直人）
モーツァルトの三大名作オペラ「フィガロの結婚」「ドン・ジョバンニ」「コジ・ファン・トゥッテ」誕生の背景が描かれている。